# Eberhard von Wurmlingen

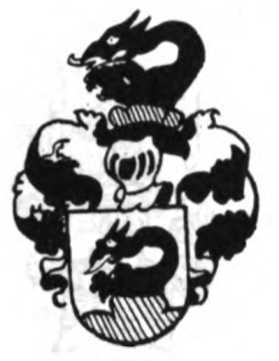
Wappen derer von Wurmlingen

Eberhard von Wurmlingen (um 1252) und sein Bruder Reinhard von Wurmlingen waren Tübinger Ministerialen aus dem Geschlecht derer von Wurmlingen. Die beiden Brüder legten 1252 einen in Wurmlingen liegenden Hof in die Hände des Grafen Wilhelm von Tübingen nieder, den er sofort, auf ihr Verlangen, als freies Eigentum dem Frauenkloster Kirchberg übergab.